# Křivoklad
Křivoklad je historická próza Karla Hynka Máchy, která vycházela časopisecky v Květech českých od 20. února do 27. března 1834.
Křivoklad je jedinou dokončenou částí zamýšleného cyklu historických próz Kat. Ten mělo tvořit několik povídek pojmenovaných po českých hradech, jak uvádí sám autor v Doslovu ke Křivokladu (Květy české 1834): „Dovolte pánové! Já spisovatele ‚Křivokladu‘ znám, i mohu vám říci, co v dosloví stojí. Že povídka ta zcela ukončena není, připouštím – ačkoli celý smysl svůj a ideu hlavní rozvedenou má – neboť povídka ta jest jen výjimek z větší práce, kteráž sestávající ze čtyř neb pěti povídek, po hradech, na kterýchžto se děj koná, svůj název beroucích, teprve celý román pod názvem ‚Kat‘ v sobě uzavírá.“
Názvy povídek blíže specifikuje Karel Sabina ve svém Úvodu povahopisném (1845), kde uvádí tyto: Křivoklad, Valdek, Vyšehrad a Karlův tejn, přičemž k posledním třem jmenovaným se dochovaly pouze náčrty, plány a fragmenty, např. raný Valdek, jemuž předcházel zlomek Viasil Viasilovič (asi 1831).
Jedná se o první Máchovu tištěnou prózu. Podle Karla Sabiny tento text vzbudil všeobecnou pozornost a Mácha za něj byl uznáván.

## Motto
Ó králi! – Dobrou noc!

## Inspirace K. H. M./podněty k tvorbě Křivokladu
Karel Hynek Mácha vycházel z četby historických románů Waltera Scotta a Victora Huga, Ossianových básní (1765) Jamese Macphersona. Byl ovlivněn také anglickým gotickým románem. Z českých autorů jej inspiroval Josef Linda svou Září nad pohanstvem (1818), ale také Václav Kliment Klicpera a jeho Točník (1828). Vyobrazení vztahu krále a kata, stejně jako charakteristiku Václava IV. čerpal Mácha z Hájkovy Kroniky české. Pověsti o lidovém králi doprovázeném „kmotrem“ katem Mácha četl ve Scottově románu Quentin Durward (1823), jak uvádí ve svém Zápisníku.

## Stručná charakteristika
Námětem Křivokladu je národní historie – zajetí krále Václava IV., jeho věznění na Křivoklátě a následný útěk na Vyšehrad. Dějištěm jsou tedy dva významné hrady a cesty mezi nimi. Na začátku povídky je naznačena situace v království, je zmíněno, proč došlo k zajetí Václava. Politické pozadí však není dále popisováno. Křivoklát je vyobrazován jako vězení, první, co z něj přijíždějící spatří je z mlhy se čnící věž lidomorna. Král je vězněn na svém vlastním hradě pouze s katem. Kat je levobočkem posledního přemyslovského krále Václava III. (jak se dozvídáme z poslední kapitoly), čímž je stavěn do pozice rivala krále Václava IV., jakožto jeho konkurent v hypotetickém boji o trůn. Děj odehrávající se na Vyšehradě je symbolicky situován do síně předků, kde se nachází trůn, erby, sochy Přemyslovců a válečné korouhve, což tvoří kontrast ke katově půlnoční zpovědi Janu Husovi. Velkého významu nabývá barevná symbolika, červená barva odkazuje k ohni, krvi, katovi. Byť se jedná o historickou prózu čerpající svůj námět ze středověku, hlavní hrdinové jsou líčeni v romantických konotacích, vyznačují se vášnivostí, touhou, smutkem a nelibostí ke svému osudu. Tyto pohnutky se zračí v jejich gestech, šklebech, „skřípání“ zubů. Mácha tematizuje individualitu osobnosti, rozporuplné jednání a antitetičnost hlavních protagonistů „Králi kate! Kate králi!“. Subjektivizuje historickou látku otázkou, do jaké míry život jednotlivce ovlivňují dějinné události a do jaké míry dějinné události ovlivňují pohnutky individualit. Povídka je dynamická, Mácha užívá dialogů i monologů.

## Postavy
Král – Mácha vystupuje z tradice zobrazování Václava IV. jakožto opilce, prostopášného líného panovníka nic nedbajícího na blaho státu. Král je většinou zobrazován v okamžiku, kdy vyhlíží z okna, popisem tohoto stavu je celá povídka uzavřena: „Král Václav s naplněnou číší v ruce hleděl v krvavý dvůr z vysokých oken bytu svého.“ Tuto ikonografickou podobu zobrazování Václava IV. Mácha přejal z hagiografických textů o Janu Nepomuckém, zároveň postavu přizpůsobil vlastnímu pojetí romantického hrdiny.
Kat – Popisován jako „hrůzná“ postava, „plamenné oči“, černé vousy, „červený plášť“, „široký meč“. Spojován s motivem smíchu a šklebu. Levoboček, syn posledního přemyslovského krále Václava III., v podstatě králův souputník v boji o trůn. K tomu ale nedochází, neboť kat plní příkazy Václava IV., čímž likviduje své případné spojence. Kvůli popření vlastní identity kat nenachází klid a zpovídá se u Jana Husa.
Král s katem jsou tematizováni jako velmi blízcí a stejní, ale zároveň nesmírně vzdálení a rozdílní, na tomto protikladu je text vystavěn. Oba se cítí společensky vyloučeni, avšak každý z opačné příčiny.
„Oba sice stejně hluboko myslili, oběma sice jedna a jediná smutnosti a truchlivosti, jakož i touhy jim samým neurčité byla příčina, přece však různými myšlenkami jejich dříve a dlouho bloudily stezkami, než u jednoho stanuly cíle. V mnohém však ohledu zcela od sebe se lišili. – Tak u příkladu král Václav ničím považoval královskou svoji hodnost, ano on se takořka štítil důstojnosti své, maje ji za příčinu jednání a činů svých a odtud vyplívající nespokojenosti; pročež i sám časem hleděl se zprostiti a zbaviti povýšenosti své, ačkoli nikdo jiný vznešenost jeho ani dost málo uraziti nesměl se opovážit, neb tenkráte vztek jeho nejvyššího dosáhl stupně: co zatím naproti němu kat se podobal, jako by hluboko kleslý toužil z nehodných jeho okoličností vytonouti navrch, k žádné vyvýšenosti; a jakkoli ohavným život jeho zprzněn byl činy, přece časem, jako by navrácený někdejším mladosti své byl dnům, myšlení a jednán jeho vážnosti a vznešenosti do sebe, ač vynucený mělo ráz, co Václav k podlému a sebe nehodnému jednání z prv udaných příčin se nutil, …“
Jan Hus – Postava vystupující až v závěrečné části povídky, kde je představena jako někdejší katův učitel. Byť se kat Husovi zpovídá a žádá ho o radu, nenachází u něj klid, neboť Jan Hus katovi nedává žádnou naději v jeho soužení a tvrdí, že již není možné obnovit zašlou slávu Přemyslovců. Husovi není dán další prostor, veškerá jeho promluva je spojena s katem.
Milada – Katova milenka „hradní trpitelka“, nevinně zapletena do osidel lásky, pomsty. Neteř hradního pána, který zajal krále. Kat na králův rozkaz popravil jejího otce, zároveň je ale otcem jejího dítěte. Milada zpívá při doprovodu na harfu vězňům o přemyslovských králích, to kata (kvůli jeho původu) naplňuje smutkem. Nakonec pomáhá katu a králi utéct, za což je potrestána a král s katem při cestě za pomstou věznitelům přicházejí zrovna na její pohřeb.
Honza Nebojímse – Člen družiny doprovázející krále do jeho zajetí, cestou spadl z koně do rokle a byl považován za mrtvého. Nehodu přežil, zato následující setkání s katem a králem ne, neboť byl zabit a hozen do potoka. Král a kat se s Honzou Nebojímse potkávají potřetí, a to když té samé noci plují na loďce k Vyšehradu a vidí Honzu pod vodou; Vltava mu hučí pohřební píseň, hvězdy se odrážejí na hladině (odkaz na Jana Nepomuckého a svatojánský kult).

## Vypravěč
Er-forma. Užívá nesyžetových vsuvek, doprovodných a předběžných vysvětlení.

## Kompozice
Povídka obsahuje šest kapitol, které spolu tematicky souvisejí. 1. a 4. kapitola – cesta na Křivoklát a útěk z Křivoklátu/domnělá a skutečná smrt Honzy Nebojímse. 2. a 5. kapitola Miladin příjezd na Křivoklát/její pohřeb, v obou kapitolách přijíždí na Křivoklát král i kat. 3. a 6. kapitola – ve třetí se hlavní protagonisté vyznávají ze vzájemné podobnosti, v šesté kat přiznává příbuzenství s Přemyslovci.
Promyšlená textová struktura, všechny kapitoly začínají jitrem, poslední kapitola jitrem končí. Text je vystavěn na protikladném dualismu kat vs. král.
Pointa je postupně odhalována.

### Dílo online
- MÁCHA, Karel Hynek. Sebrané spisy Karla Hynka Máchy. Praha: B. Kočí, 1906. 186 s. Dostupné online. - kapitola Křivoklad, s. 131–147.